# Stenotomus caprinus
Stenotomus caprinus és un peix teleosti de la família dels espàrids i de l'ordre dels perciformes.

## Morfologia
Pot arribar als 30 cm de llargària total.

## Distribució geogràfica
Es troba a les costes de l'Atlàntic occidental: des de Carolina del Nord fins a Geòrgia als Estats Units, i al Golf de Mèxic (des del nord de Florida fins a la Península del Yucatán).